# シスター・ルカは祈らないで!!
『シスター・ルカは祈らないで!!』（シスター・ルカはいのらないで!!）は、竹内元紀による日本の漫画作品。

## 概要
『月刊少年エース』（角川書店）にて2007年4月号より2008年11月号まで連載された。単行本は全2巻。月2話掲載で、1話あたりのページ数が若干少ない。
とある教会のシスターであるルカを中心と主人公とするギャグ漫画で、作者の過去の作品である『Dr.リアンが診てあげる』・『仕切るの?春日部さん』同様、下ネタばかりが登場する。

## 主な登場キャラクター
ルカ
主人公のシスター。年齢は不明だが、普通であれば高校に通っている年齢。シスターとしての態度は真面目だが、かなりの天然ボケである。敬語を使うときとタメ語を使うときがあり、作中で、安定していないことが言及された。髪型は三つ編みであるが、1巻途中より「仕事中は三つ編み」という設定がつき、髪を下ろしている場合もある。16話で私服で外出したが、このときも髪を下ろしている。最終回で「悪魔殺しの一族の血を引いており、乳首をダブルクリックすると第二の人格が覚醒し冷徹な狂戦士が目覚める」という恥ずかしい裏設定をクマ天使に暴露された。
レヴィア
悪魔。教会の下に封じられた悪魔が少しずつ漏れ出してできたらしい。貧乳。悪魔であるにもかかわらず、一番理性的なキャラクターでツッコミキャラ。ちなみにボケの頻度は戸田以上岡崎未満。角と蝙蝠のような羽、さらに尻尾が生えているが、隠すことができる。髪型は巻きツインテール。悪魔にも人間と同様の血液型があるらしく、O型とのこと。終盤で、魔力が不足したため、体が小さくなった。
クマ天使
天使。ルカが熱心にお祈りしたご褒美に神様が遣わしたものとのことだが、ルカにとってはちょっと有難迷惑。実体がないため、普段はクマのぬいぐるみに入っている。かなり変態的な性格。ぬいぐるみのため、表情を変えることができなかったが、途中で変えられるようになる。「〜だぜ」が口癖。
聖士（まさし）
ルカの弟だが、血はつながっていない。小学生。スケベだが、第1話からルカの自室の中でパンツをかぶりながらルカの着替えを待つという、小学生ながら、末恐ろしい変態ぶりである。愛称は「マー君」。
アンナ
ルカの姉だが、血はつながっていない（聖士との血縁は不明）。彼女もまたシスターだが、ルカに比べ、態度は良くない。また、仕事が終わって私服でいるときは、下着同然などだらしない恰好であることもしばしばである。
神父
教会の神父。頭頂部が禿げた…ように見える頭にベレー帽をかぶり、サングラス着用。彼もまた変態で、聖職者たちの間でも名の通った「変態四天王」の1人だが、悪魔祓いが得意で、腕は確からしい。顔が悪いことを頻繁にネタにされる。
杉山ゆかり（すぎやま ゆかり）
教会の相談室に2回ほど相談に来た小学生の女の子。総登場回数2回にもかかわらず、フルネームが判明している稀有なキャラクター。登場回は2回とも恋の相談であったが、いずれもまともに解決しなかった。
ミサ
髪をツインシニヨン（ツインテールとシニヨンを合わせたような髪型）にした少女。初登場時は紙袋をかぶり、リストラされた48歳の中年男性の変装をして登場し、その際漏らしたが本人は否定。ルカと過去に因縁があり、ルカと対決しようとしたが、後に教会で働くようになる。
ハト天使
ミサの天使。